# 무장신희
무장신희(일본어: 武装神姫 Busō Shinki[*])는 일본의 코나미에서 개발한 MMS 소체를 활용하여 발매하고 있는 액션 피규어 연속물이다. 일본에서 2006년 최초 출시하였으며 만화, 애니메이션, 소설, 비디오 게임으로 출시되었다.

## 개발
온라인 게임은 2011년 중단되었고, 피규어 발매는 2012년 중단되었다. 2017년 12월 스마트폰 게임 'Busou Shinki R' 출시로 부활하는 듯했으나, 2020년까지도 여전히 개발에 어려움을 겪고 있다.

## 세계관
서기 2036년, 제3차 세계대전이나 외계의 침공 같은 재난은 없었고, '마음과 감정을 가진' 키 15cm의 피규어 로봇 신희(神姫)가 등장하여 사용자를 돕고 지원하게 된다. 사람들은 신희에게 무기와 장갑을 주어 자유롭게 싸울 수 있도록 했고 무장신희(Busou Shinki)로 불리게 된 피규어들은 체력의 과시, 명예, 혹은 단순히 승리를 위해 다른 신희들과 전투를 벌인다. 신희들은 가슴에 있는 CSC(Core Setup Chips)의 3개의 부품으로 작동된다. 신희는 하나의 사용자만을 둘 수 있고(반대로 하나의 사용자가 여러 신희를 가지는 것은 가능하다.) 유대(紐帶)는 절대적이어서 사용자를 바꿀 수 없다. 신희가 버려지면 신희의 '마음'도 정지한다. 신희와 부품은 도시에 있는 신희 센터(Shinki Center)에서 구매할 수 있다.